# Shin Takamatsu
Shin Takamatsu (japanisch 高松伸 Takamatsu Shin; * 5. August 1948 in Nima, Präfektur Shimane) ist ein japanischer Architekt und Professor der Universität Kyōto. Er ist bekannt für seine futuristischen Gebäude, die oft anthropomorphe oder mechanische Assoziationen auslösen.

## Projekte (Auswahl)

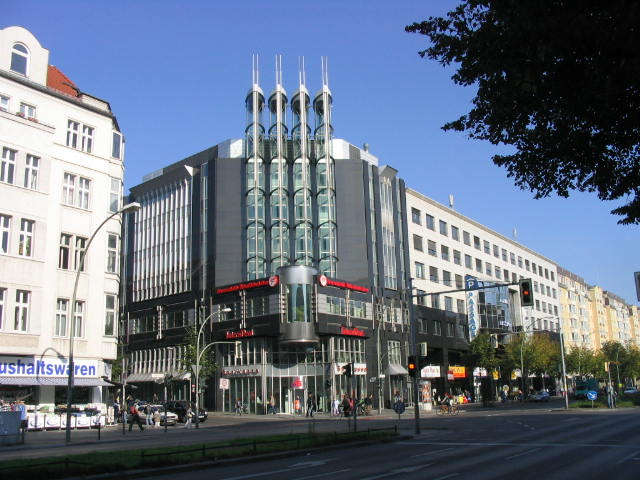
Geschäftshaus Quasar

- 1994: Geschäftshaus Quasar, Frankfurter Allee, Berlin
- 1998: Empfangshalle des Higashi Hongan-ji, Kyōto, Japan
- 1999: fx.Center im Studio Babelsberg, Potsdam-Babelsberg, Deutschland
- 2004: Tianjin-Museum, Tianjin, Volksrepublik China
- 2004: Naturkundemuseum Tianjin, Tianjin, Volksrepublik China
- 2007: Residenz von Bidsina Iwanischwili, Tiflis, Georgien
- 2008: U-Bahn-Station Formosa Boulevard, Kaohsiung, Südtaiwan

## Publikationen
- S. Takamatsu, M. Vitta: Architecture and Nothingness, Rockport Publisher, 1997
- S. Takamatsu, P. L. Wilson, P. Cook: The Killing Moon, Architectural Association Publication, 1988